# Fuyang

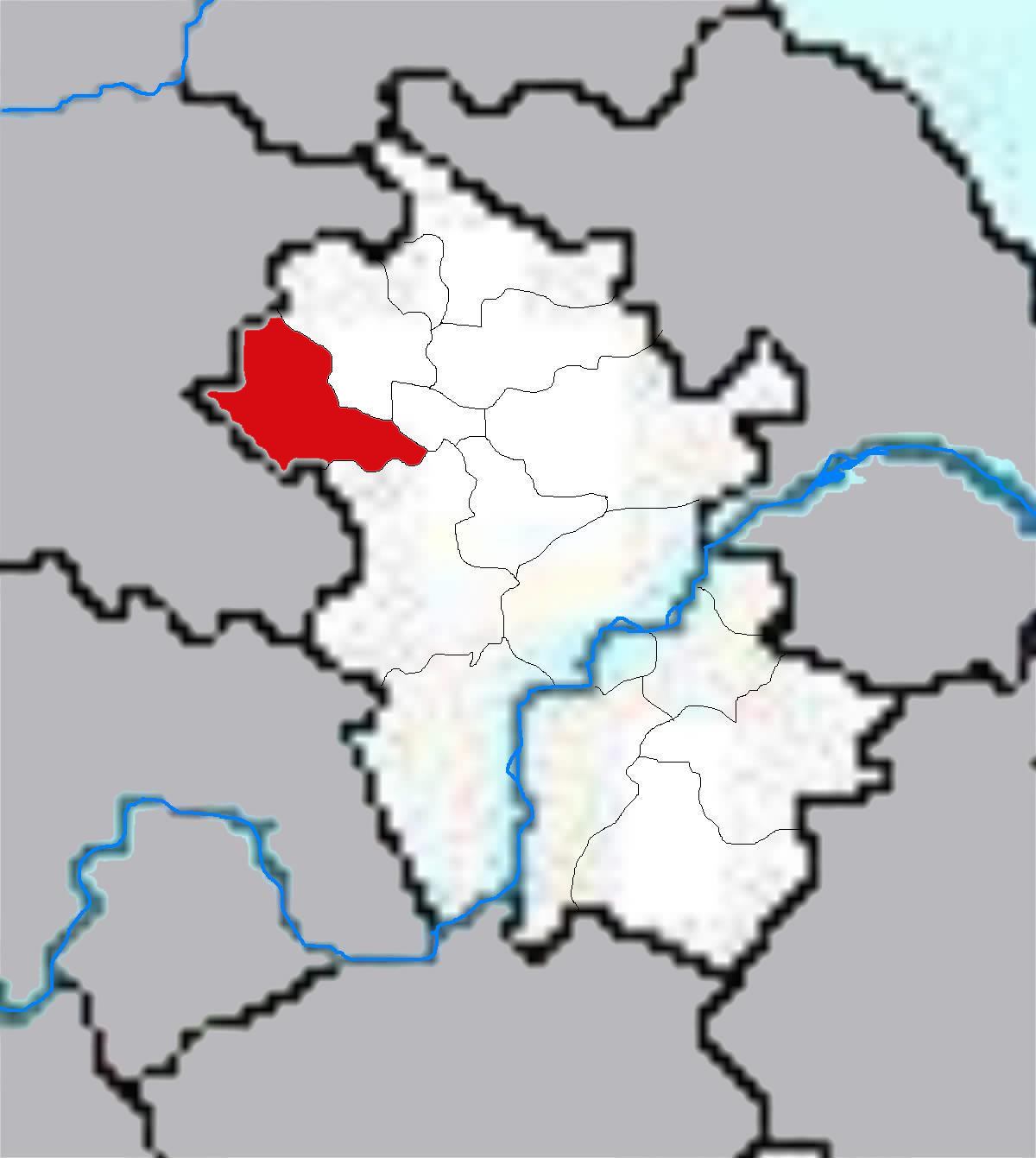
Lage Fuyangs in Anhui

Fuyang (chinesisch 阜阳市, Pinyin Fǔyáng Shì) ist eine bezirksfreie Stadt in der chinesischen Provinz Anhui. Sie hat eine Fläche von 10.118 km² und 8.207.200 Einwohner (Stand: Ende 2018). In dem eigentlichen städtischen Siedlungsgebiet von Fuyang leben 780.522 Menschen (Zensus 2010). Fuyang liegt im Nordwesten von Anhui.

## Administrative Gliederung
Auf Kreisebene setzt sich Fuyang aus drei Stadtbezirken, vier Kreisen und einer kreisfreien Stadt zusammen:
| Karte        | Karte     | Karte  | Karte          | Karte            | Karte        | Karte                       |
| ------------ | --------- | ------ | -------------- | ---------------- | ------------ | --------------------------- |
|              |           |        |                |                  |              |                             |
| #            | Name      | chin.  | Pinyin         | Einwohner (2003) | Fläche (km²) | Bevölkerungs- dichte (/km²) |
| Stadtbezirke |           |        |                |                  |              |                             |
| 1            | Yingzhou  | 颍州区 | Yǐngzhōu Qū    | 600 000          | 496          | 1 210                       |
| 2            | Yingdong  | 颍东区 | Yǐngdōng Qū    | 590 000          | 685          | 861                         |
| 3            | Yingquan  | 颍泉区 | Yǐngquán Qū    | 640 000          | 643          | 995                         |
| Stadt        |           |        |                |                  |              |                             |
| 4            | Jieshou   | 界首市 | Jièshǒu Shì    | 740 000          | 667          | 1 109                       |
| Kreise       |           |        |                |                  |              |                             |
| 5            | Linquan   | 临泉县 | Línquán Xiàn   | 1 920 000        | 1 818        | 1 056                       |
| 6            | Taihe     | 太和县 | Tàihé Xiàn     | 1 550 000        | 1 882        | 824                         |
| 7            | Funan     | 阜南县 | Fùnán Xiàn     | 1 490 000        | 1 929        | 772                         |
| 8            | Yingshang | 颍上县 | Yǐngshàng Xiàn | 1 510 000        | 1 859        | 812                         |

## Ethnische Gliederung der Bevölkerung Fuyangs (2000)
Beim Zensus 2000 wurden in Fuyang 8.003.963 Einwohner gezählt.
| Name des Volkes | Einwohner | Anteil  |
| --------------- | --------- | ------- |
| Han             | 7.927.832 | 99,04 % |
| Hui             | 69.401    | 0,87 %  |
| Mongolen        | 2.409     | 0,03 %  |
| Yi              | 842       | 0,01 %  |
| Manju           | 562       | 0,01 %  |
| Koreaner        | 520       | 0,01 %  |
| Miao            | 504       | 0,01 %  |
| Tibeter         | 450       | 0,01 %  |
| Sonstige        | 1.443     | 0,02 %  |

## Söhne und Töchter der Stadt
- Yu Dafu (1896–1945), Schriftsteller
- Deng Linlin (* 1992), Turnerin
- Yao Wei (* 1997), Fußballspielerin